# 1595

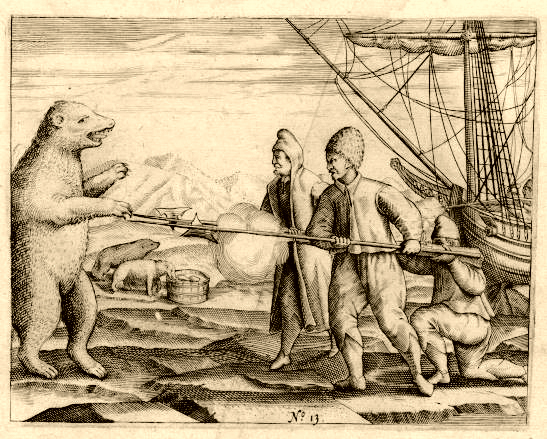
De mannen van Barentz vechten met een ijsbeer

Het jaar 1595 is het 95e jaar in de 16e eeuw volgens de christelijke jaartelling.

## Gebeurtenissen
januari
- 17 - Koning Hendrik IV van Frankrijk verklaart Spanje de oorlog.
- 29 - Eerste uitvoering van het toneelstuk Romeo en Julia in Londen.

februari
- 17 - De Staten-Generaal in Den Haag laten de stad Groningen en de Ommelanden als zevende provincie toe tot de Republiek der Zeven Verenigde Nederlanden.
- 21 - De Engelse priester-dichter Robert Southwell wordt na jaren van gevangenschap en martelingen bij de Newgategevangenis in Londen opgehangen wegens "hoogverraad".

maart
- 18 - Aangespoord door Menso Alting roept de bevolking van Emden (Oost-Friesland) de opstand uit tegen graaf Edzard II.
- 20 - Na de inname van Hoei wordt stad en kasteel ontzet.
- De Unie zendt troepen naar Emden om de stad te steunen in de strijd tegen graaf Edzard II.

april
- 2 - De Eerste Schipvaart met onder meer Cornelis de Houtman en Pieter Keyser vertrekt met vier boten, waaronder de Duyfken, naar Oost-Indië. Ze komen een jaar later aan in Bantam, op 26 juni.

mei
- 24 - De eerste gedrukte catalogus van een institutionele bibliotheek, de Nomenclator van de Universiteitsbibliotheek Leiden, verschijnt.

juli
- 6 - In de Heksenprocessen te Peelland worden de eerste drie doodvonnissen voltrokken.
- 15 - Bij het 'Verdrag van Delfzijl' verkrijgt het opstandige Emden een semiautonome status.

augustus
- 4 -  aangemeerd wordt door de Nederlandse schipvaart op de Zuid-Afrikaanse kust in een baai die de Portugezen de naam

São Bras gegeven hebben.
september
- 2 - Filips van Nassau, gouverneur van Nijmegen en neef van de stadhouder, raakt in de Slag bij de Lippe dodelijk gewond.
- 25 - Matthias Hovius wordt op voordracht van koning Filips II benoemd tot aartsbisschop van Mechelen.
- De Nederlandse zeevaarder Pieter Keyser brengt voor het eerst een aantal sterrenbeelden van de zuidelijke sterrenhemel in kaart tijdens een gedwongen verblijf op het eiland Madagaskar. en op weg naar Bantam.

zonder datum
- De suikerraffinage, die in 1585 is uitgeweken uit Antwerpen, begint zich te verplaatsen van Hamburg naar Amsterdam.
- Een strenge winter wordt gevolgd door overstromingen en een rattenplaag.
- De hertog van Södermanland, oom van de Zweedse en Poolse koning Sigismund, wordt door de Rijksdag tot regent benoemd. Tot nu toe voerde hij oppositie tegen zijn katholieke neef, die in Warschau hof houdt.
- Conferentie van Lambath.
- Publicatie van de Profetie van de pausen.

## Bouwkunst

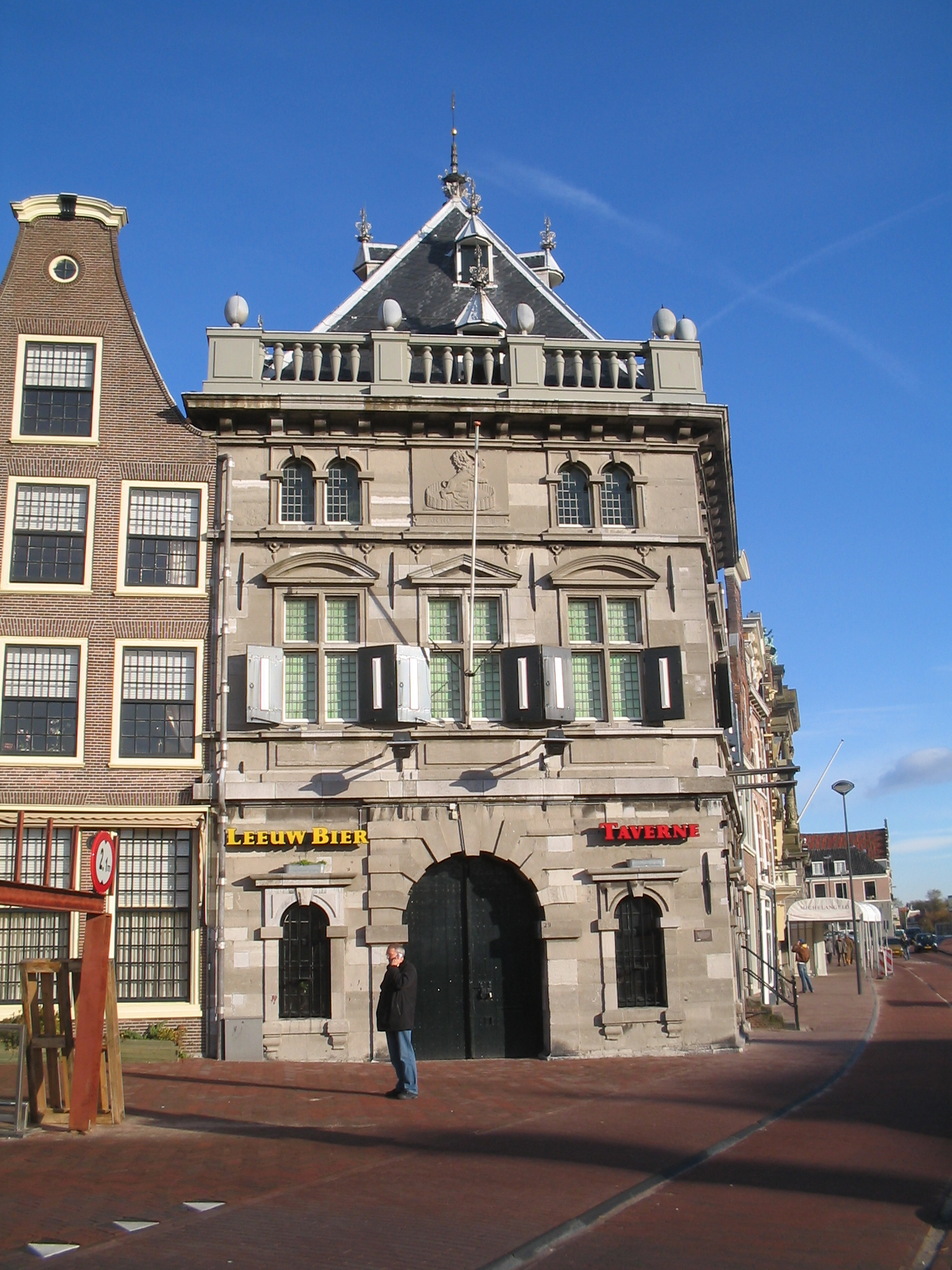
Waag (Haarlem) (1595) Lieven de Key

## Geboren
maart
26 - Johan Filips van Nassau-Idstein, graaf van Nassau-Idstein (overleden 1599)
juli
9 - Anna Amalia van Baden-Durlach, regentes van Nassau-Saarbrücken (overleden 1651)

## Overleden
februari
- 20 - Aartshertog Ernst van Oostenrijk (41), landvoogd van de Nederlanden
- 21 - Robert Southwell (~33), Engels dichter

mei
- 26 - Filippus Neri (79), Italiaans priester, ordestichter en heilige

november
- 19 - Hubert Waelrant (~78), Nederlandse polyfonist, werkzaam als componist, leraar en muziekuitgever